# 纳坦·迈尔·罗特席尔德
纳坦·迈尔·罗斯柴尔德（德語：Nathan Mayer Rothschild；1777年9月16日—1836年7月28日），德国犹太裔金融家，迈尔·阿姆谢尔·罗斯柴尔德之子，生於法蘭克福，為罗斯柴尔德金融帝国的创始人之一，执掌家族在英国的业务。